# Liste der Pfarren im Dekanat Vorau
Das Dekanat Vorau war ein Dekanat der römisch-katholischen Diözese Graz-Seckau.

## Pfarren mit Kirchengebäuden
| Pfarre                    | Pfarrverband                    | Patrozinium               | Kirchengebäude                                                                           | Bild                          |
| ------------------------- | ------------------------------- | ------------------------- | ---------------------------------------------------------------------------------------- | ----------------------------- |
| Dechantskirchen           |                                 | Hl. Stefan                | Pfarrkirche Dechantskirchen                                                              | Pfarrkirche Dechantskirchen   |
| Festenburg                |                                 | Hl. Katharina             | Schlosspfarrkirche hl. Katharina                                                         | Schlosspfarrkirche Festenburg |
| Friedberg                 | Pinggau – Friedberg – Schäffern | Hl. Jakobus der Ältere    | Stadtpfarrkirche Friedberg                                                               | Stadtpfarrkirche Friedberg    |
| Mönichwald                | Waldbach – Mönichwald           | Hll. Petrus und Paulus    | Pfarrkirche Mönichwald                                                                   | Pfarrkirche Mönichwald        |
| Pinggau                   | Pinggau – Friedberg – Schäffern | Schmerzhafte Muttergottes | Pfarrkirche Pinggau                                                                      | Pfarrkirche Pinggau           |
| Schäffern                 | Pinggau – Friedberg – Schäffern | Hll. Petrus und Paulus    | Pfarrkirche Schäffern                                                                    | Pfarrkirche Schäffern         |
| Sankt Lorenzen am Wechsel |                                 | Hl. Laurentius            | Pfarrkirche St. Lorenzen am Wechsel                                                      | Pfarrkirche St. Lorenzen      |
| Sankt Jakob im Walde      | Wenigzell – St. Jakob im Walde  | Hl. Jakobus der Ältere    | Pfarrkirche Sankt Jakob                                                                  | Pfarrkirche St. Jakob         |
| Vorau                     |                                 | Hl. Thomas                | Stiftskirche Vorau bis 1783 Pfarrkirche, dann Filialkirche Marktkirche Vorau hl. Ädydius | Stiftskirche Vorau            |
| Waldbach                  | Waldbach – Mönichwald           | Hl. Georg                 | Pfarrkirche Waldbach                                                                     | Pfarrkirche Waldbach          |
| Wenigzell                 | Wenigzell – St. Jakob im Walde  | Hl. Margareta             | Pfarrkirche Wenigzell                                                                    | Pfarrkirche Wenigzell         |

## Dekanat Vorau
Es umfasst 11 Pfarren mit etwa 19.800 Gläubigen (97 % der Einwohner, Stand 2017).
Acht der Pfarren sind dem Augustiner-Chorherrenstift Vorau direkt inkorporiert, drei weitere (Schäffern, Pinggau, Mönichwald) sind Diözesanpfarren, die aber heute ebenfalls von den Vorau Chorherren betreut werden.

## Dechanten
- seit ? Lukas Zingl, Stiftsdechant und Pfarrer von Vorau und Dechants-Administrator Dekanat Vorau